# Francesco Lombardi
Francesco Lombardi (Bergamo, 1792 – Bologna, 23 maggio 1846) è stato un attore teatrale italiano.

## Biografia
Figlio dell'attore comico Federico Lombardi e di Giovanna Zacchea. 
La famiglia Lombardi calcava le scene da fine Seicento.
L'attore Rodrigo Lombardi (Bologna ca.1705 - Parma 1749) sposò il 9 gennaio 1739 Adriana Sacco (Vienna 1707 - Venezia 1776) figlia dell'attore Gaetano Sacchi e sorella di Antonio Sacchi. Adriana, rimasta vedova, si risposò con il celebre Brighella, Atanasio Zannoni (Ferrara 1720 - Venezia 22 febbraio 1792) dal quale ebbe altri due figli, (Idelfonso e Teresa) apprezzati attori.
Rodrigo e Adriana ebbero vari figli che seguirono le loro orme nel mondo teatrale: Benedetto Lombardi (+ Torino 1795) e Rosa Lombardi (Venezia 1741-1765) che sposò Francesco Arena, figliastro dell'attore Cesare Darbes.
Benedetto Lombardi, nonno di Francesco, ebbe tre figli attori: Giovanni (+ San Giovanni in Persiceto 1836), Rosa che recitò a Lisbona e in Italia, Federico (ca.1770 - Bologna 1850).
Amoroso nella compagnia di Antonio Goldoni, fu in seguito capocomico con Gustavo Modena; nel 1825 si ritirò dalle scene e divenne l'amante della nobildonna bolognese Maria Malvezzi Hercolani (1780-1865), figlia di Piriteo, marchese di Castelguelfo, e di Anna Maria Malvezzi Angelelli, dama d'onore della vice-regina del Regno napoleonico d'Italia, che sposò segretamente dopo la morte del di lei marito Astorre Hercolani (1779-1828), il 2 settembre 1829. Dalla Malvezzi aveva avuto una figlia illegittima, Maria Leucadia (Roma 21 luglio 1821 - Bologna 27 maggio 1849) che Francesco riconobbe solo nel 1835.
Il Lombardi viene descritto dalle cronache come un uomo dal temperamento collerico e dedito all'abuso di alcolici. Enrico Bottrigari, nella sua Cronaca di Bologna (Bologna, Zanichelli, 1960) così descrive la sua fine: “23 maggio 1846: sono le ore pomeridiane quando si sparge per la città la notizia di un assassinio commesso contro Francesco Lombardi. D'animo turbolento e fiero, è caduto vittima d'un domestico che l'ha mortalmente ferito in più parti mediante coltello da cucina. Annoiato all'oziosa vita, non poté che compiacersi soltanto dell'ebrezza del vino, la qual cosa contribuiva ad accrescere l'irascibilità del di lui carattere. Le prime famiglie della città partecipano al duolo della Nobile Dama che per sua mala sorte aveva voluto sceglierlo benché segretamente a marito".
Il fratello Alessandro (Mantova 1796 - Venezia, 18 settembre 1824), celebre come il fratello nel teatro drammatico e forse a lui superiore nel comico, morì tragicamente per uno scherzo goliardico: "alquanto alterato dal vino, fece scommessa di stritolare coi denti un bicchiere di cristallo, e inghiottirlo".
Francesco Lombardi è sepolto nel Chiostro V della Certosa di Bologna, il suo busto è opera dello scultore Carlo Berozzi.